# Pont-rivière
Ne doit pas être confondu avec Pont-canal ou Pont-bâche.
Un pont-rivière est un pont permettant à un cours d'eau naturel de franchir un canal, une route ou une voie ferrée, à l'inverse d'un pont-canal. Ce genre d'ouvrage est relativement rare car le lit de la rivière est déjà constitué, alors que l'infrastructure de transport est construite.

## Exemples

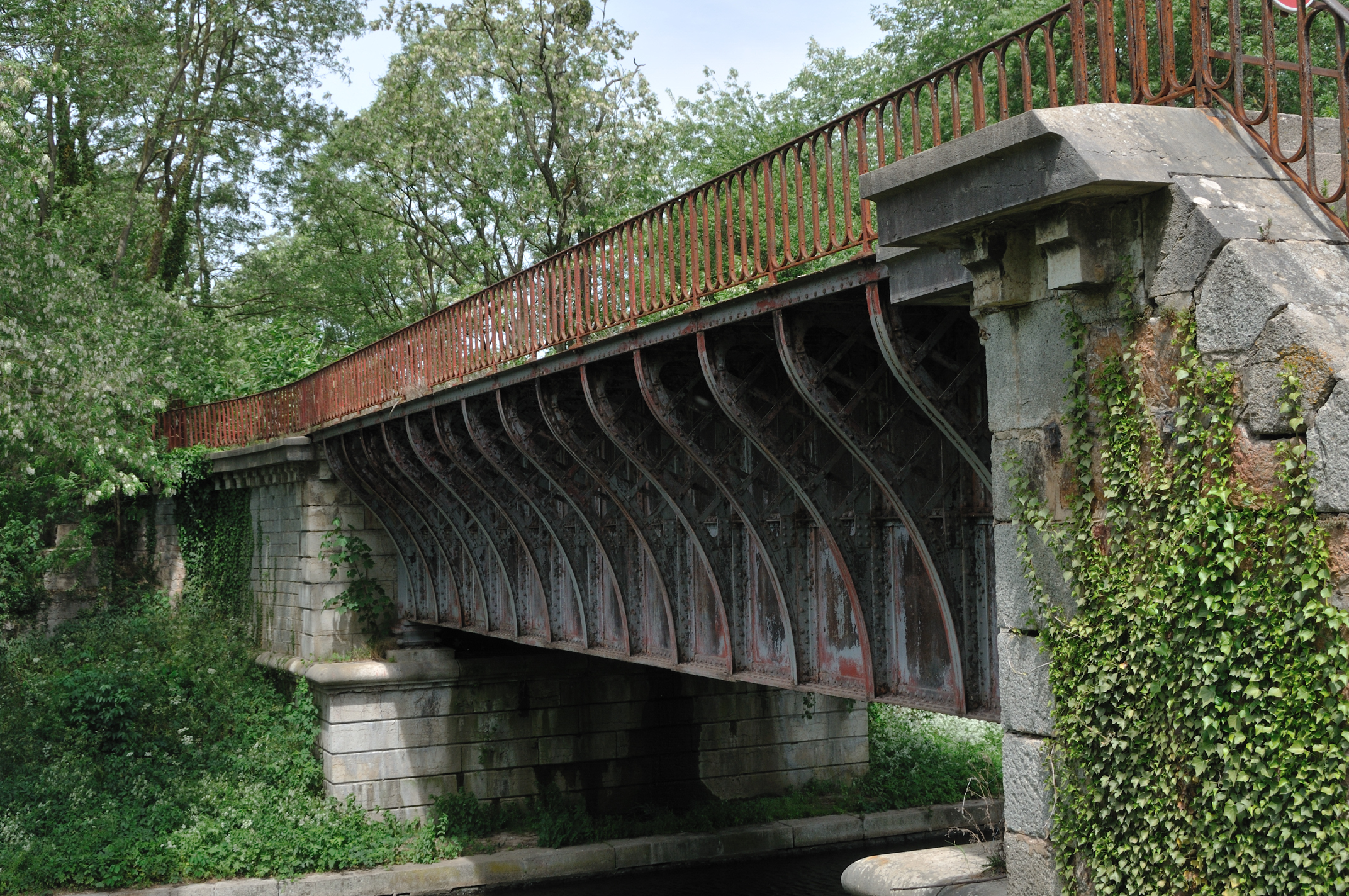
Pont-rivière de l'Oudan à Roanne.

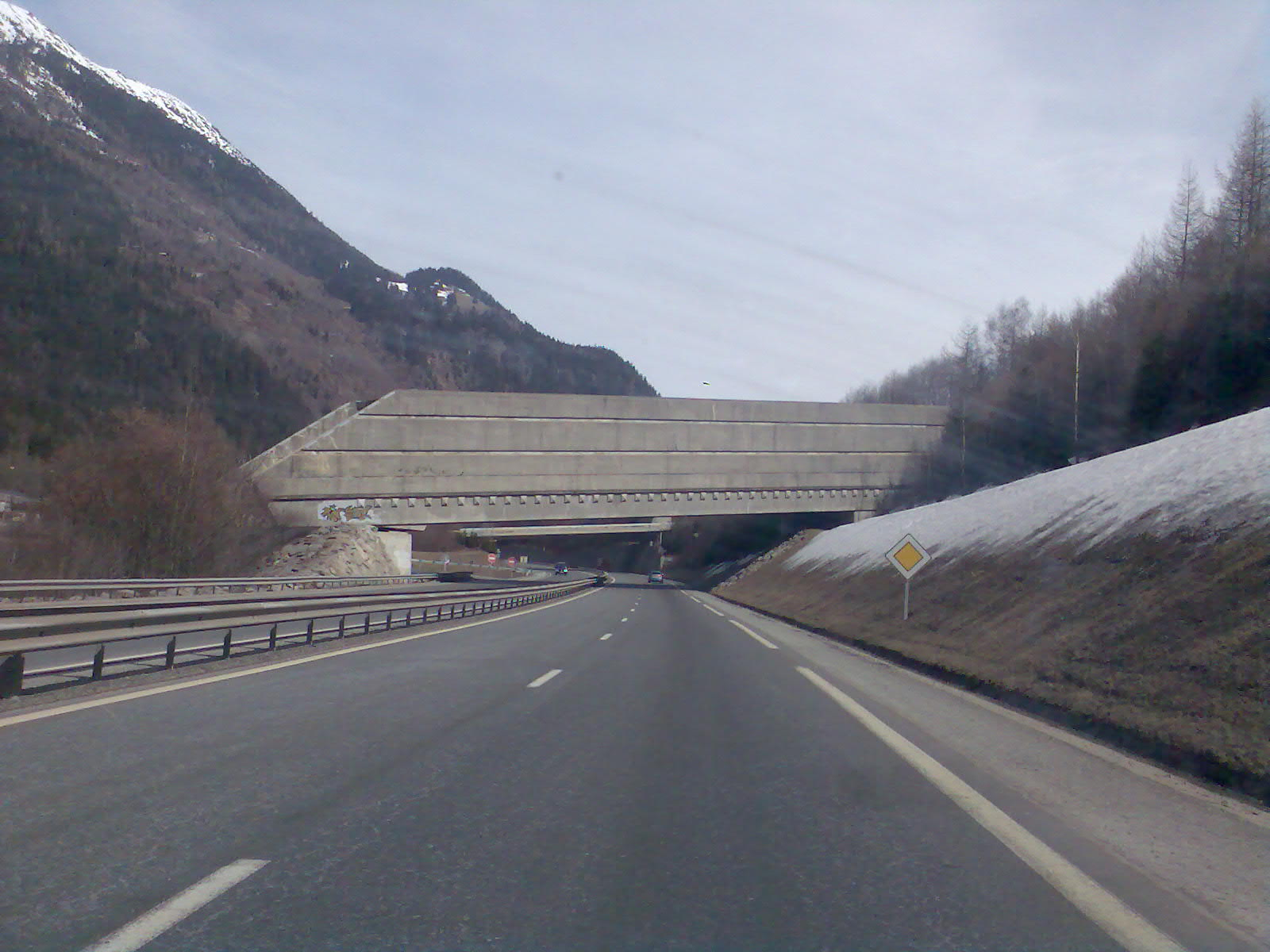
Le pont-rivière de la Griaz vu depuis la route nationale 205.

Un exemple de pont-rivière est visible à Roanne, en France, où la rivière Oudan passe au-dessus du canal latéral de Roanne à Digoin. Construit en 1897, il est dû au même ingénieur que le pont-canal de Briare ouvert l'année précédente : Léonce-Abel Mazoyer. Technologiquement, il lui est aussi très semblable, constitué d'une bâche métallique en acier reposant sur des culées de granit et porphyre.
En Haute-Savoie, le torrent de la Griaz franchit la route nationale 205 via un pont-rivière, l'infrastructure permettant à la voie rapide desservant la vallée de Chamonix et le tunnel du Mont-Blanc depuis l'autoroute A40 d'être à l'abri des crues et des laves torrentielles que connait le cours d'eau.